# Ilan Halevi
Ilan Halevi (hebreo: אִילָן הַלֵּוִי; nacido como Georges Alain Albert; 12 de octubre de 1943 - 10 de julio de 2013) fue un periodista, novelista y político judío palestino, y uno de los pocos miembros judíos de alto rango de la Organización para la Liberación de Palestina (OLP).

## Biografía

### Infancia y juventud
Ilan Halevi nació en el seno de una familia judía de Lyon (Francia) en 1943, "con un nombre falso (...) en una oficina de correos que era una casa franca de la resistencia", como ha confirmado su hermano mayor, Marc Albert. Tras la muerte de su padre, Henri Levin (nacido en Polonia de padres judíos rusos), su madre Blanche se casó con Emile Albert, quien adoptó a sus cuatro hijos. Aunque algunas fuentes afirman que su padre era un judío yemení cuya familia se había asentado en Jerusalén a comienzos del siglo XX, esta historia es falsa y deriva del hecho de que, cuando Halevi emigró a Israel, "obtuvo un pasaporte gracias al testimonio de un yemení que vivía allí - es el motivo por el que este origen se le atribuye en ocasiones".

### Comienzos literarios
A comienzos de los años sesenta, Halevi había publicado algunos trabajos en las revistas francesas Les Temps modernes y Présence Africaine. Su primera novela, El Cruce, fue publicada en 1964 y obtuvo críticas positivas. Por ejemplo, ha sido descrita por Lillian Smith, del The Saturday Review, como "un relato brillante, como un bofetón a la mente, sobre el viaje de un hombre joven desde la nada hasta los infiernos (...), una nueva manera de mirar a la variada agonía del joven cercado".

### Vida política
Tras diversos viajes por África, incluido a Malí y Argelia, Halevi se trasladó a Israel en 1965, a la edad de 22 años. Él mismo ha afirmado: "Vine a Israel porque en Argelia descubrí la importancia del problema palestino. Me sentaba en cafeterías allí, oía a la gente, hablaba con intelectuales y entendí que la cuestión palestina preocupa a la gente del mundo árabe. Realmente está en el centro de sus obsesiones. Decidí que quería estudiar esta realidad de cerca y desde dentro (...) quería estudiar la realidad de Israel". Halevi se unió al movimiento de resistencia palestino, y a Fatah en concreto, tras la guerra de los Seis Días de 1967, tras lo que se convirtió en un importante miembro de la OLP. Fue nombrado representante de la OLP en Europa y en la Internacional Socialista, así como viceministro de Asuntos Exteriores de la OLP, y participó con dicho cargo en la Conferencia de Madrid de 1991. También formó parte del Consejo Revolucionario de Fatah, elegido en 2009, y trabajó como asesor de Yaser Arafat.
Según Hanan Ashrawi en su libro This Side of Peace (A Este Lado de la Paz), a comienzos de los setenta, Halevi era miembro del Ma'avak (Lucha), un "pequeño grupo radical de israelíes antisionistas". Tras la guerra del Yom Kippur de 1973 y el consiguiente cambio del activismo palestino en los Territorios Ocupados, Halevi dirigió su activismo hacia grupos que incluían a palestinos e israelíes trabajando codo con codo contra la ocupación. Además, ayudó a Bashir Barghouti, un activista palestino y miembro del consejo de gobierno del Partido Comunista de Jordania, a obtener un permiso para volver a Cisjordania.  
Halevi fue crítico con el sionismo y escribió numerosos libros al respecto. Fue miembro fundador de la Revue des Études Palestiniennes (Revista de Estudios Palestinos) en 1981. Halevi vivió en París y en Cisjordania, y se describía a sí mismo como "100% judío y 100% árabe". En una entrevista en 2911, Ilan Halevi afirmó: "Mi padre, como comunista que era, luchó contra la ocupación nazi de Francia. Yo sigo la tradición de mis padres en la lucha por la libertad y la justicia, incluso por los judíos oprimidos. Si me diesen una segunda oportunidad, viviría mi vida exactamente de la misma manera. En mis 45 años como miembro de la OLP siempre me han aceptado como un judío".
Fue galardonado con la Medalla de Distinción por su papel en apoyo de la lucha palestina por el presidente Mahmoud Abbas.

### Muerte y legado
Halevi murió en Clichy el 10 de julio de 2013 a la edad de 69 años. Su funeral tuvo lugar en París en el crematorio del cementerio de Père Lachaise.
En abril de 2019 se anunció que, a través de la iniciativa del Presidente Mahmoud Abbas, una nueva calle de la ciudad palestina de al-Bireh llevaría el nombre de Ilan Halevi, lo que fue descrito por Hanan Ashrawi como un "tributo a una persona con coraje y principios".